# Cantonul Toucy
Cantonul Toucy este un canton din arondismentul Auxerre, departamentul Yonne, regiunea Burgundia, Franța.

## Comune
- Beauvoir
- Diges
- Dracy
- Égleny
- Fontaines
- Lalande
- Leugny
- Levis
- Lindry
- Moulins-sur-Ouanne
- Parly
- Pourrain
- Toucy (reședință)
- Villiers-Saint-Benoît